# Lidská kostra

Čelní pohled na kostru dospělého člověka, lebka je odňata z páteře pro lepší přehlednost. Zobrazena je zezadu a zepředu

Lidská kostra představuje soubor kostí, které dohromady vytvářejí pevnou, pasivně pohyblivou oporu těla, na niž se upínají svaly. Kostrou tvořená ochranná pouzdra (lebka, hrudník) zároveň chrání některé klíčové orgány před zraněním.
Lidská kostra tvoří cca 14 % tělesné hmotnosti. Má své vlastní cévy a nervy.

## Seznam kostí
Hmotnost kostí odpovídá 14 % hmotnosti těla, u průměrného člověka cca 10–11 kilogramů. Kostra dospělého člověka se skládá zpravidla z 207 kostí, nicméně toto číslo je poměrně individuální a závisí například na dědičných predispozicích, ale především na věku. Například novorozenec má asi 270 kostí, toto číslo se po narození ještě nějakou dobu zvyšuje (u 14letého až 356),[zdroj⁠?!] jak vznikají některé nové kosti, nicméně u adolescentů počet kostí strmě klesá, protože jich řada srůstá. Lidská kostra se dá obecně rozdělit na tyto části:
1. lidská osová kostra (axiální skelet)
  - páteř
  - kostra hrudníku, tj. žebra s kostí hrudní
  - kostra hlavy, tj. lebka, sluchové kůstky a jazylka
2. lidská kostra končetin (apendikulární skelet)
  - kostra horní končetiny člověka
  - kostra dolní končetiny člověka

## Funkce
Lidská kostra má celou řadu funkcí:
- Opora – kosti tělo podpírají, udržují také orgány na správných místech.
- Ochrana – kosti tvořící lebku chrání mozek a žebra chrání srdce, plíce a žaludek.
- Pohyb – kosti spolu se svaly umožňují pohyb.
- Tvorba krve – v kostní dřeni některých kostí se tvoří krevní elementy – červené a bílé krvinky a krevní destičky. Krvetvorba během života jedince postupně ustává v dlouhých kostech a přetrvává hlavně v kostech plochých – např. v kosti hrudní, nebo kyčelní.
- Ukládání minerálních látek – v kostech je skladován fosfor a vápník, které mohou být v případě potřeby uvolněny.

## Tvorba a růst
Kostra se začíná formovat u embrya, v šesti týdnech je tvořena z vaziva a hyalinních (sklovitých) chrupavek. Proces osifikace, tedy kostnatění začíná již během nitroděložního vývoje a pokračuje po narození až do konce adolescence, kdy zanikají růstové štěrbiny dlouhých kostí a vývoj kostry je dokončen.
V dospělosti dochází k dynamické přestavbě (remodelování) kosti, která se přizpůsobuje vnějším fyzikálním vlivům (namáhání při zátěži), hmotnosti těla a vnitřním poměrům v organizmu. V minulosti tak mohla být kostra jinak tvarována. Za normálních okolností se ročně přestavuje asi 5–10 % lidské kostry (podle jiných zdrojů až 30 %). Jiné zdroje upřesňují, že hutná kostní tkáň se obnovuje ročně ze 4 %, zatímco houbovitá kost z 20 %.

## Spojení kostí
Spojení kostí v souvislosti (articulatio fibrosa)
- Srůst kostí (synostóza)
- Spojení pevnými vazy (syndesmóza) - Dvě kosti spojené vazivem drží bílkovina kolagen, toto spojení neumožňuje pohyb, například u kostí lebečních.
- Spojení chrupavkou (synchondróza) – Konce kostí jsou pokryty tenkou vrstvou sklovité chrupavky a mezi nimi je pevná vazivová chrupavka, spojení je chráněno vazivovým pouzdrem. Není moc pohyblivé, ale stlačení a uvolnění umožňuje například páteři její ohebnost.
- Kloubní spojení – spojení kostí v dotyku (articulatio synovialis) je nejčastější a dovoluje pohyb mezi kostmi ve velkém rozsahu. Na kloubu rozeznáváme:
  - Plochy kloubní - jsou to v podstatě rozšířené konce kostí. První je vypouklá (konvexní) – hlavice kloubní, druhá je obtiskem prvé (konkávní)- jamka kloubní. Tyto konce kostí jsou pokryty vrstvičkou chrupavky, jejíž tloušťka je cca 0,5 cm.
  - Pouzdro kloubní – obepíná kloubní hlavice. Pouzdro je z vaziva, které má zevní a vnitřní vrstvu. Zevní vrstva je z tuhého vaziva. Vnitřní vrstvě se říká blanka synoviální a jde o cévnaté vazivo, které je řídké, bílé konzistence. Má schopnost vyživovat a regenerovat chrupavky kloubu (nemají cévy), napomáhá zvlhčování prostředí a snižuje tření.
  - Dutina kloubní – je to prostor, ve kterém je malé množství synovie.
  - Pomocná zařízení kloubní – jsou to vazy, chrupavčité destičky, chrupavčité lemy, žlábky synoviální aj.

Spojení vazy a chrupavkami pomáhají udržovat stabilitu kostry.